# 오태훈
오태훈(吳泰勳, 1969년 ~ )은 KBS의 아나운서다. 서울특별시 출신이며, 1997년 KBS 24기 공채 아나운서로 입사했다.

## 학력
- 홍익대학교 국어교육과 졸업

## 경력
- 1997년 1월 : KBS 24기 공채 아나운서(KBS강릉방송국 지역근무 및 KBS부산방송총국 지역근무 및 KBS경인방송센터 지역근무)

## 진행 프로그램

### TV
- KBS 1TV 《KBS 뉴스 (주말)》 (낮 12시,오후 5시,저녁 7시)
- KBS 2TV 《KBS 뉴스 (1800)》
- KBS 2TV 《전격 출동! 도시 대탐험》
- KBS 2TV 《바른말 고운말》
- KBS 1TV 《KBS 뉴스 9 경기인천》
- KBS 2TV 《KBS 아침뉴스타임》 (임시진행)
- KBS 1TV 《KBS 뉴스네트워크》 (임시진행)
- 스포츠 중계 - 검도 볼링 유도 레슬링 육상 마라톤 등

### 라디오
- KBS 제1라디오 《오태훈의 시사본부》 (2018.5.28 ~ 2021.9.24)
- KBS 제1라디오 《라디오 매거진 위크 앤드》 (2023.1.28 ~ )
- KBS 제1라디오 《싱싱 농수산》
- KBS 제1라디오 《월드 투데이》
- KBS 제1라디오 《지구촌 오늘》
- KBS 제1라디오 《토요와이드》
- KBS 제1라디오 《KBS 공감토론》
- KBS 제1FM 《FM 신작가곡》
- KBS 제1FM 《FM 우리가곡》
- KBS 제1FM 《정다운 가곡》